# Вахтер, Анита
Анита Ва́хтер (нем. Anita Wachter; род. 12 февраля 1967, Бартоломеберг, Форарльберг) — австрийская горнолыжница, олимпийская чемпионка в комбинации (1988), двукратный серебряный призёр зимних Олимпийских игр 1992 года в комбинации и гигантском слаломе. Обладательница Кубка мира 1992/93 в общем зачёте. Пятикратный призёр чемпионатов мира. Универсал, наиболее успешно выступала в гигантском слаломе и комбинации. Лучшая спортсменка Австрии 1993 года.
Живёт с бывшим австрийским горнолыжником Райнером Зальцгебером, у пары две дочери.

## Зимние Олимпийские игры
| Олимпийские игры | Скоростной спуск | Супергигант | Гигантский слалом | Слалом | Комбинация |
| ---------------- | ---------------- | ----------- | ----------------- | ------ | ---------- |
| 1988 Калгари     | DNF              | 5           | 7                 | DNF1   | 1          |
| 1992 Альбервиль  | —                | 9           | 2                 | —      | 2          |
| 1994 Лиллехаммер | —                | 9           | 4                 | DNF1   | —          |